# Alexis Caresmel
Alexis Caresmel, né le 3 juillet 1992 à Hornaing, est un coureur cycliste français.

## Biographie
Alors qu'il évolue sous les couleurs de l'EC Raismes Petite-Forêt, dirigé par Daniel Horain, depuis 2013, Alexis Caresmel est recruté en juillet 2016 par la formation continentale belge Veranclassic-Ago. Au cours de son passage chez Veranclassic-Ago, il décroche ses meilleurs résultats en toute fin de saison, lors du Sharjah International Cycling Tour où il prend la 7e place de la 4e étape, et lors de l'UAE Cup, qu'il boucle à la 13e place. En fin de saison, il annonce son retour chez les amateurs pour la saison 2017, et sa signature à l'ESEG Douai-Origine Cycles.
En 2017 il se classe quinzième du Grand Prix des Marbriers
En 2019 il change de club et s'engage avec le CC Villeneuve Saint-Germain. Au premier semestre de la même année, il gagne la première épreuve de la Ronde Nancéienne.

## Palmarès sur route
- 2012
  - 2e de La Pitgamoise
  - 3e du Grand Prix de Leval
- 2013
  - 2e du Prix des Trois Villages à Nivelle
  - 2e du Grand Prix de Tertre
  - 3e du Grand Prix de Villers-en-Cauchies
- 2014
  - Grand Prix Yves Leleu
  - 2e du Grand Prix du rayon Aubersois
  - 2e du Grand Prix de Saint-Quentin
- 2015
  - 1re étape du Grand Prix cycliste de Machecoul
  - Grand Prix de Vimy
  - Grand Prix de Gosnay
  - 2e du Grand Prix d'Haillicourt
  - 2e du Grand Prix José Falcao
- 2016
  - 2e du Grand Prix de Lambres-lez-Douai
- 2017
  - Tour du Pays du Roumois
- 2018
  - 3e du Souvenir Louison-Bobet
- 2021
  - 2e du Grand Prix de Gommegnies
  - 3e du Grand Prix d'Is-sur-Tille
- 2022
  - 2e du Grand Prix de la Sologne des Étangs

## Palmarès en cyclo-cross
- 2014-2015
  - 3e du Championnat du Nord-Pas-de-Calais de cyclo-cross